# Gulen
Gulen és un municipi situat al comtat de Vestland, Noruega. Té 2.370 habitants (2016) i la seva superfície és de 597,21 km². El centre administratiu del municipi és la població d'Eivindvik.